# Nikolai Tatarinov
Nikolai Tatarinov (Blahodatne, 14 de diciembre de 1927 - San Petersburgo, 29 de mayo de 2017) fue un deportista soviético especializado en pentatlón moderno, ganador de una medalla de plata en durante los Juegos Olímpicos de Roma 1960 en la modalidad de equipos.
En 1960 participó en Juegos Olímpicos de Roma, donde disputó dos pruebas del programa de pentatlón moderno. En la competición por equipos, junto a Hanno Selg e Igor Novikov, ganó la medalla de plata, mientras que en la competición individual quedó sexto. 
En su palmarés también destacan tres medallas de oro y una de bronce en el Campeonato Mundial de Pentatlón Moderno y tres campeonatos soviéticos por equipos.